# Iván Corrales Gordo
Iván Corrales Gordo (Plasencia, 12 de julho de 1974) é um basquetebolista espanhol. Mede 1,82 m e joga como base. Em 1999 fez parte da seleção espanhola que venceu a medalha de prata do EuroBasket.

## Historial
| Ano/temporada | Feito |
| ------------- | --- |
| 1994          | Campeão da Liga Europeia com o Joventut Badalona. |
| 1997-98       | Campeão da Copa do Rei com o Festina Joventut. |
| 1997          | Nomeado "MVP" do jogo de promessas do ACB All Star de Granada |
| 1997-98       | Eleito o jogador com maior progressão na temporada 1997-98 pela revista Gigantes del Basket. |
| 1998          | Internacional pela seleção espanhola; estreou-se a 25 de novembro frente à Ucrânia em Leão, na fase de qualificação para o campeonato europeu de França/99, onde marcou 4 pontos; a Espanha venceu por 80-51. |
| 1998-99       | Participante nos ACB All Star de Múrcia |
| 1999          | Medalha de prata com a seleção espanhola no campeneonato europeu em França. |
| 20004-05      | Melhor passador da Liga ACB com 5,4 assistências por jogo |

## Trajetória
| Anos    | País    | Clube                         | Obs.                  |
| ------- | ------- | ----------------------------- | --------------------- |
|         | Espanha | C.B. Sant Adrià               | Categorias inferiores |
|         | Espanha | Joventut Badalona             | Categorias inferiores |
| 1991-92 | Espanha | Joventut Badalona             | Júnior                |
| 1992-93 | Espanha | Sant Josep Badalona           | 2ª divisão            |
| 1993-94 | Espanha | Sant Josep Badalona           | 1ª divisão            |
| 1993-94 | Espanha | 7Up Joventut                  | Liga ACB              |
| 1994-96 | Espanha | C.B. Fuenlabrada              | Liga EBA              |
| 1996-99 | Espanha | Joventut Badalona             | Liga ACB              |
| 1999-01 | Espanha | C.B. Sevilla                  | Liga ACB              |
| 2001-02 | Espanha | Cantabria Lobos               | Liga ACB              |
| 2002-03 | Itália  | S.S. F. Scandone (Avellino)   | LEGA                  |
| 2003    | Espanha | Saski Baskonia (Tau Cerámica) | Liga ACB              |
| 2003-04 | Espanha | Tenerife C.B. (Unelco)        | Liga ACB              |
| 2004-08 | Espanha | C.B. Valladolid               | Liga ACB              |
| 2008-10 | Espanha | Autocid Ford Burgos           | LEB                   |